# James Doohan
James Montgomery Doohan (3 de març de 1920 - 20 de juliol de 2005) va ser un actor canadenc, més conegut pel seu paper de Montgomery "Scotty" Scott a la sèrie de televisió i cinema Star Trek. La caracterització que fa Doohan de l'enginyer en cap escocès de la nau estel·lar Enterprise s'ha convertit en un dels elements més recognoscibles de la franquícia Star Trek, i ha inspirat molts fans a seguir carreres en enginyeria i altres camps tècnics. També va fer contribucions entre bastidors, com ara el desenvolupament inicial de les llengües klíngon i vulcaniana.
Abans de la seva carrera d'actor, Doohan va servir al 14è Regiment d'Artilleria de Camp de la 3a Divisió d'Infanteria Canadenca. També va servir com a oficial d'observació avançada d'artilleria (FOO) i pilot. Va veure combats a Europa durant la Segona Guerra Mundial, incloent-hi la invasió de Normandia del Dia D, en la qual va ser ferit, aparentment per foc amic. Després de la guerra, va tenir una àmplia experiència en ràdio i televisió, cosa que el va portar al paper de Scotty. Després de la cancel·lació de la sèrie original Star Trek, Doohan va ser encasellat i va tenir un èxit limitat a l'hora de trobar altres papers; va tornar per interpretar el personatge a les continuacions animades i cinematogràfiques de la sèrie, i va fer aparicions freqüents a les convencions de Star Trek.

## Primers anys
Doohan va néixer a Vancouver, Colúmbia Britànica, el més jove de quatre fills de William Patrick Doohan i Sarah Frances (de soltera Montgomery), que van emigrar tots dos de Bangor, Irlanda. El seu pare, William Doohan, va néixer a Belfast, i va ser farmàctic, veterinari i dentista, i membre de la Societat Farmacèutica d'Irlanda. William Doohan era propietari d'una farmàcia al carrer principal de Bangor, al costat de l'església presbiteriana de la Trinitat, i segons sembla, va inventar una forma primerenca de gasolina d’alt octanatge el 1923. L'autobiografia de Doohan del 1996 relatava el greu alcoholisme del seu pare.
La família es va traslladar de Vancouver a Sarnia, Ontario. Doohan va assistir a l'institut al Sarnia Collegiate Institute and Technical School, on va destacar en matemàtiques i ciències. Es va allistar al 102è Cos de Cadets de l'Exèrcit Reial Canadenc el 1938.

## Servei militar
El 1939, Doohan es va allistar a l'Artilleria Reial Canadenca, 14a Bateria de Camp (Midland) de la 2a Divisió d'Infanteria Canadenca. Des d'allà, va ser traslladat al 13è Regiment de Camp de la 3a Divisió d'Infanteria Canadenca a la seva 22a Bateria de Camp. El 1940 ja era tinent i va ser enviat a entrenar-se a Gran Bretanya abans de l'Operació Overlord. Va veure el combat per primera vegada desembarcant a la segona onada en un grup de reconeixement a Juno Beach el dia D. El 13è Regiment de Camp es va intercalar amb el desembarcament del Regiment de Rifles Regina al sector "Nan" de Juno Beach. Després de disparar a dos franctiradors, Doohan va conduir els seus homes a un terreny més elevat a través d'un camp de mines antitanc, on van prendre posicions defensives per a la nit. Creuant entre llocs de comandament a les 23:30 aquella nit, Doohan va rebre sis trets disparats des d'una metralladora Bren per un sentinella canadenc nerviós, quatre a la cama, un al pit i un al dit gran del mig. La bala al pit va ser aturada per un cigarrer que li va regalar el seu germà. Li van haver d'amputar el dit gran dret, cosa que amagaria a la pantalla durant la major part de la seva carrera com a actor, de vegades amb un guant de color carn amb un "dit fals".
Doohan es va graduar del Curs de Pilot d'Observació Aèria 40 amb onze altres oficials d'artilleria canadencs i va volar amb un Taylorcraft Auster Mark V per a l'Esquadró 666 (AOP), RCAF com a oficial de l'Artilleria Reial Canadenca en suport del 1r Grup d'Exèrcits d'Artilleria Reial Canadenca. Els tres esquadrons de la RCAF canadenca (AOP) estaven tripulats per oficials-pilots d'artilleria i acompanyats per personal sots-comissionat de la RCA i la RCAF que actuaven com a observadors. Tot i que mai va ser membre de la Reial Força Aèria Canadenca, Doohan va ser qualificat una vegada com el "pilot més boig de la Força Aèria Canadenca". A finals de la primavera de 1945, a la Salisbury Plain al nord de la RAF Andover, va fer un eslàlom amb un avió entre pals de telègraf "per demostrar que es podia fer", pel que va rebre una seriosa reprimenda. (Diversos relats citen l'avió com un Hurricane o un reactor d’entrenament; tanmateix, era un Auster Mark IV.)

## Inicis de la seva carrera com a actor
Després de la guerra, Doohan es va traslladar a London (Ontario) per continuar la seva formació tècnica. Després d'escoltar un radiodrama i creure que podia fer-ho millor, va gravar la seva veu a l'emissora de ràdio local i va descobrir la Lorne Greene Academy of Radio Arts de Toronto. Allà va obtenir una beca de dos anys per la Neighborhood Playhouse de Nova York, on va tenir com a companys Leslie Nielsen, Tony Randall, i Richard Boone.
El 1946, va interpretar diversos papers per ràdio CBC, a partir del 12 de gener. Durant diversos anys, va anar entre Toronto i Nova York segons les exigències de la feina. Va debutar a la televisió com a detectiu al programa Martin Kane, Private Eye, i va aparèixer en 54 episodis. Va estimar que va actuar en més de 4.000 programes de ràdio i 450 programes de televisió durant aquest període, i es va guanyar una reputació de versatilitat.
A mitjans dels anys cinquanta, va aparèixer com el guarda forestal Timber Tom (la contrapart nord de Buffalo Bob) a la versió canadenca de Howdy Doody. Casualment, el seu company de repartiment de Star Trek William Shatner va aparèixer simultàniament com el guarda forestal Bill a la versió americana. Doohan i Shatner van aparèixer a la sèrie de ciència-ficció canadenca dels anys cinquanta Space Command. Doohan també va aparèixer en diversos episodis de Hawkeye and the Last of the Mohicans entre 1957 i 1958.
Per a GM Presents, va interpretar el paper principal al drama de CBC Television Flight into Danger (1956) d'Arthur Hailey, i després a The Night they Killed Joe Howe (1960). (Arthur Hailey va reescriure el primer a la novel·la Runway Zero-Eight, que després va adaptar a Terror in the Sky. Aquesta història va ser posteriorment satiritzada a Airplane!.)
Doohan va aparèixer a La dimensió desconeguda (temporada 4, Episodi 3 "Valley of the Shadow" - 17 de gener de 1961), GE True, Hazel ("Hazel's Highland Fling" com a Gordon "Gordy" MacHeath). The Outer Limits, The Fugitive, Embruixada, Fantasy Island, Magnum, P.I., The Man from U.N.C.L.E. (temporada 1, episodi 4 "The Shark Affair" - 1964 - i temporada 2, episodi 20 "The Bridge of Lions Affair, Part 1" - 1966), i Bonanza. A l'episodi "Gift of Water" de Bonanza (1962), va coprotagonitzar amb l'actriu Majel Barrett, que més tard interpretaria la infermera Christine Chapel de Star Trek. Va interpretar un assistent del president dels Estats Units en dos episodis de Voyage to the Bottom of the Sea. Va tenir un paper sense acreditar a El virus de Satan (1965), va aparèixer a l’episodi "A Perilous Passage" (1970) de Daniel Boone, va aparèixer com a agent de policia estatal a la pel·lícula de Roger Vadim Pretty Maids All in a Row (1971, produïda pel creador de Star Trek Gene Roddenberry), i va actuar al costat de Richard Harris a la pel·lícula L'home en una terra salvatge (1971).

## Star Trek

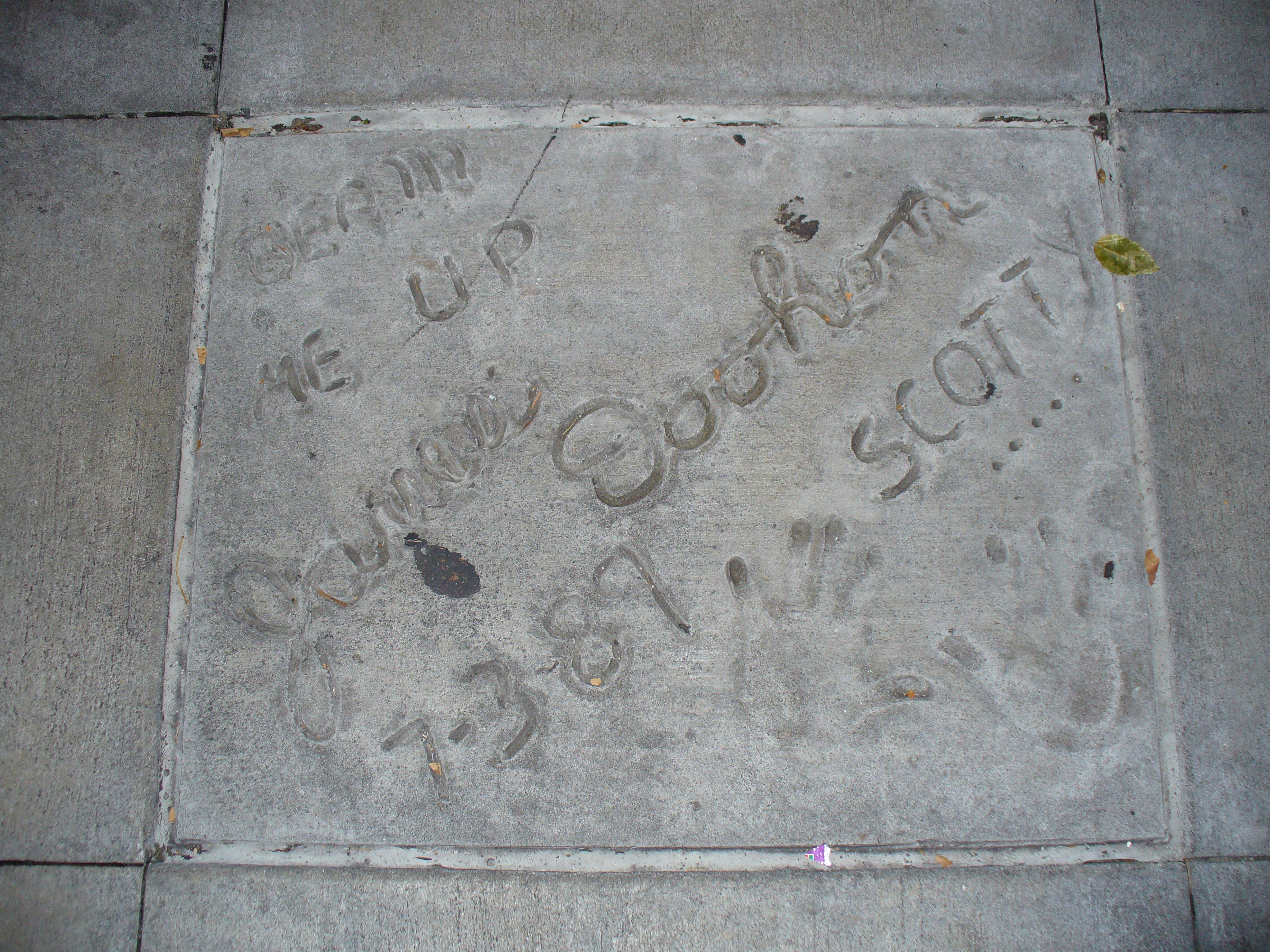
Les empremtes de mans de James Doohan davant de l'Hollywood Hills Amphitheater al parc temàtic Disney's Hollywood Studios de Walt Disney World

Doohan va desenvolupar un talent per als accents com a nen. En fer l'audició per al paper d'enginyer en cap de l'USS Enterprise, Doohan va provar diversos accents diferents. El productor Gene Roddenberry li va preguntar quin preferia, i Doohan va respondre: "Si voleu un enginyer, segons la meva experiència, els millors enginyers són els escocesos". Va triar el nom "Montgomery Scott" en honor al seu avi. Anys més tard, Doohan va recrear el procés de càsting a les convencions de Star Trek, demostrant una varietat de possibles veus i personatges.
Es va citar Doohan dient: "Scotty és noranta-nou per cent James Doohan i u per cent accent". El personatge va ser concebut originalment com a semi-regular; però es va elevar a ser un personatge secundari regular. Doohan també va proporcionar veus per a personatges inanimats, incloent-hi Sargon a "Retorn al demà", l'M-5 a "L'ordinador ultramodern", la veu de control de la missió a "Missió: la Terra" i l'Oracle a "Perquè el món és buit i jo he tocat el cel".
Doohan va tornar al paper de Scotty a principis dels anys 70 per a Star Trek (sèrie animada). Walter Koenig (navegador Pavel Chekov) no va ser contractat per a aquesta sèrie a causa de limitacions pressupostàries, així que Doohan va posar veu a un personatge de substitució: el navegador alienígena Arex. També va posar veu a la majoria dels papers masculins convidats, inclòs el de Robert April, el primer capità de l'«Enterprise» i uns 50 papers més, donant veu a fins a set personatges diferents en un sol episodi.
Es va tornar a unir a tot el repartiment regular de Star Trek per al llargmetratge Star Trek: La pel·lícula (1979). Va continuar en el paper de Scotty per a les seqüeles La còlera del Khan, A la recerca de Spock, Missió salvar la Terra, L'última frontera i The Undiscovered Country. El 1992, va aparèixer com a estrella convidada a l'episodi "Relíquies de Star Trek: La nova generació, interpretant un Scotty ancià que recordava la seva època a l’Enterprise. Ell i Walter Koenig van aparèixer breument amb William Shatner a Star Trek: Generations, en una escena que feia la transició de la sèrie de pel·lícules al repartiment més nou de la primera de les sèries de televisió posteriors de la franquícia.
El so bàsic de la llengua klíngon, juntament amb algunes paraules, va ser creat per Doohan i el productor Jon Povill. Doohan també va idear el diàleg vulcanià per al llargmetratge Star Trek: La pel·lícula. El periodista Kwantlen, Robert Jago, ha assenyalat similituds entre el klíngon i el halkomelem, una llengua parlada pels pobles indígenes de la zona on va créixer James Doohan.

## Després deStar Trek

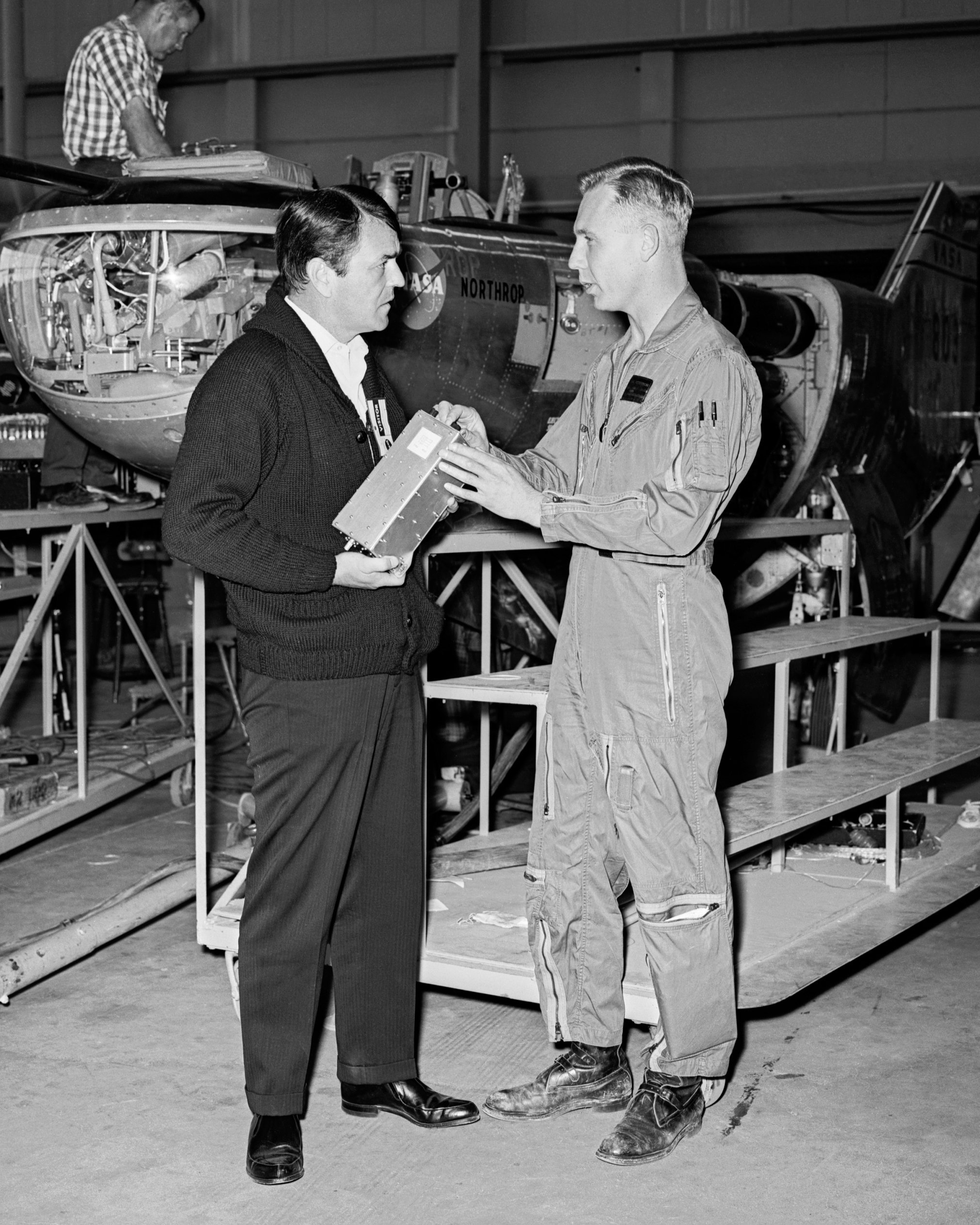
Doohan (esquerra) visitant el Dryden Flight Research Center de la NASA amb el pilot Bruce Peterson el 13 d'abril de 1967, davant del Northrop M2-F2

Doohan esperava que Star Trek beneficiés la seva carrera d'actor. Després que la sèrie acabés, però, es va trobar encasellat i va tenir dificultats per aconseguir altres papers. Després que el seu dentista li recordés que "sempre seria Scotty", va mantenir la seva família amb els ingressos de les seves aparicions personals..
La majoria dels papers que Doohan va interpretar posteriorment feien, com a mínim, referències obliqües a la seva connexió amb Star Trek i a la seva reputació d'enginyer. Va ser el comandant Canarvin al programa infantil de curta durada d'imatge real dels dissabtes al matí Jason of Star Command, i va tenir un cameo a la pel·lícula feta per a la televisió Knight Rider 2000 com a "Jimmy Doohan, el noi que va interpretar Scotty a Star Trek". A la sèrie de televisió Homeboys in Outer Space, va interpretar Pippen, un joc de paraules amb Scotty i l'estrella de bàsquet Scottie Pippen. Es va interpretar a si mateix en un episodi de The Ben Stiller Show. Va interpretar Damon Warwick, pare de James Warwick, a la telenovel·la diürna The Bold and the Beautiful. Després d'aprendre sobre la fusió freda a partir de revistes tècniques el 1989, va narrar el vídeo "Cold Fusion: Fire from Water", sobre la física que hi ha darrere de la fusió freda.
Quan la franquícia Star Trek va ser reviscuda, Doohan va repetir el seu paper de Scotty en set pel·lícules de Star Trek. Moltes de les aparicions cinematogràfiques de Doohan es van centrar en el paper de Scotty, com ara un cameo a Amb l'arma a punt, on interpreta un policia que fa reparacions i que li diu al seu superior "Ho dono tot, capitana!" amb el mateix accent que va utilitzar a Star Trek.
Tot i que va continuar treballant amb William Shatner a les pel·lícules de "Star Trek", Doohan no es va entendre bé amb ell i una vegada va ser citat el 1998 dient: "M'agrada el capità Kirk, però segur que no m'agrada Bill". Va ser l'únic excoprotagonista de "Star Trek" que es va negar a ser entrevistat per Shatner per al primer llibre de Shatner sobre la sèrie, "Star Trek: Memories", ni tampoc va consentir a fer-ho per a la continuació del llibre de Shatner, "Star Trek: Movie Memories", tot i que Shatner va afirmar en aquest últim que la relació glacial entre els dos va començar a descongelar-se quan tots dos treballaven a "Star Trek Generations" el 1993-94. Segons sembla, en l'última aparició de Doohan a la convenció l'agost de 2004, Doohan i Shatner havien arreglat la seva relació.

## Inspiració
Molts fans van dir a Doohan al llarg dels anys que va ser ell qui els va inspirar a triar l'enginyeria com a professió. L'astronauta Neil Armstrong, enginyer abans de participar en el programa Apollo de la NASA, convertint-se en el primer home a la Lluna, va dir personalment a Doohan a l'escenari en la seva última aparició pública el 2004: "D'un vell enginyer a un altre, gràcies, amic".
En una entrevista per a la primera pel·lícula de "Trekkies", Doohan va relatar la història d'un jove fan que estava contemplant el suïcidi. Doohan diu que la va convèncer d'assistir a la seva propera aparició a la convenció, i més tard va descobrir que el seu encoratjament i les seves amables paraules no sols li havien salvat la vida, sinó que la van inspirar a tornar a l'escola i convertir-se en enginyera electrònica.

## Vida personal

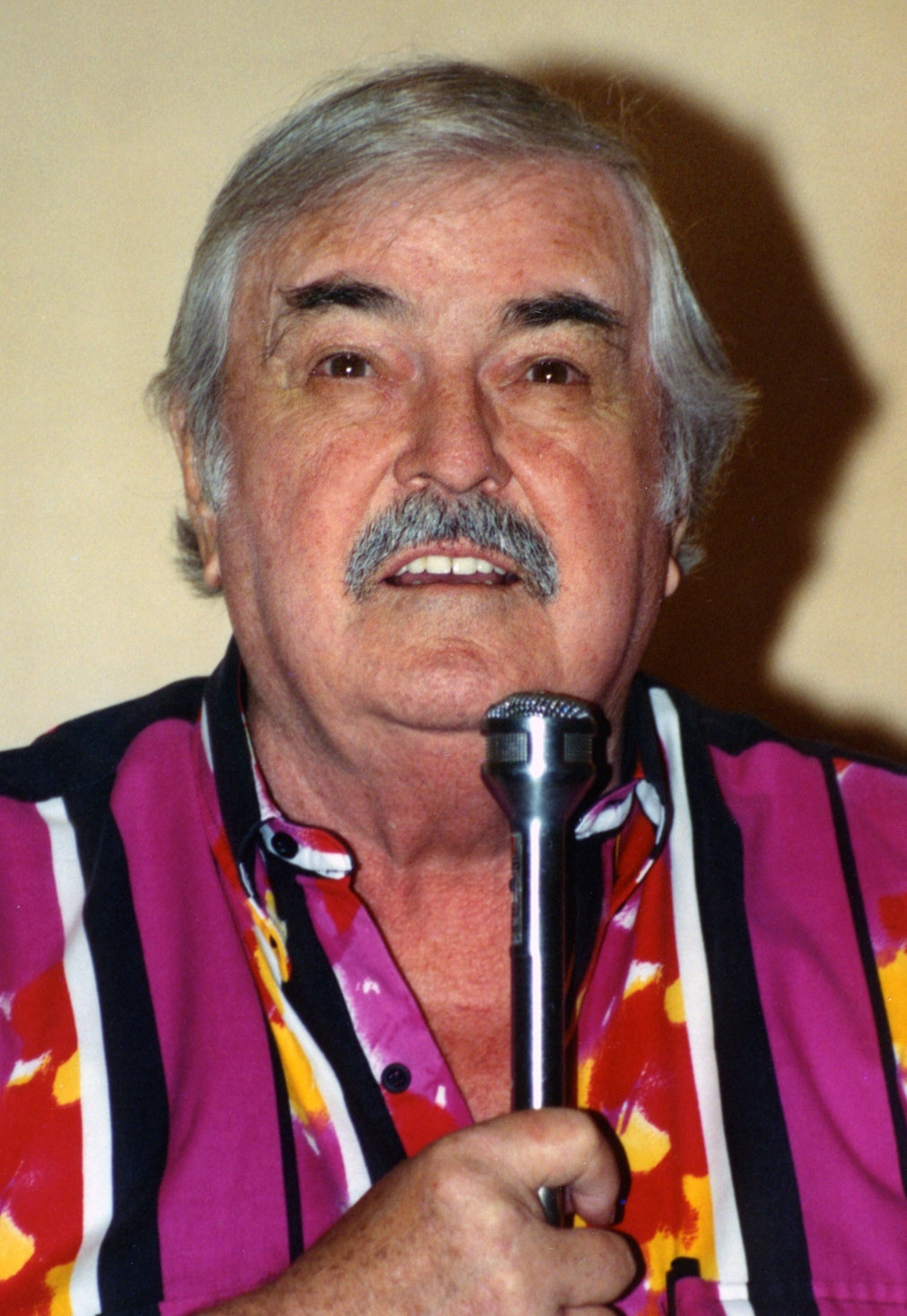
Doohan fent un discurs

Doohan es va casar tres vegades i va tenir set fills, quatre d'ells inclòs Christopher amb la seva primera esposa Janet Young, de qui es va divorciar el 1964. El seu matrimoni amb Anita Yagel el 1967–72 no va tenir fills. A principis de 1974, va ser presentat a una fan de 17 anys, Wende Braunberger, en una funció de teatre. Es van casar aquell mateix any, quan ell tenia 54 anys i ella 18, el 12 d'octubre de 1974. L'actor convidat de "Star Trek" William Campbell va fer de padrí.Doohan i Braunberger van tenir tres fills: Eric, Thomas i Sarah l'abril del 2000, al voltant del seu 80è aniversari. En els seus últims anys, Doohan va tenir multitud de problemes de salut, en part a causa de la seva estil de vida, que incloïa un consum prodigiós d'alcohol, i parcialment per lesions sofertes durant la Segona Guerra Mundial. Aquestes incloïen diabetis, cirrosi hepàtica, artrosi, pressió arterial alta i pèrdua d'audició. El juliol de 2004, el seu patiment de malaltia d'Alzheimer i malaltia de Parkinson el van fer retirar-se de la vida pública. Els seus fills Montgomery i Christopher van aparèixer a Star Trek: La pel·lícula (1979). Christopher també va aparèixer a la reinvenció de J. J. Abrams Star Trek (2009). Simon Pegg, que va interpretar Scotty a la pel·lícula, va convidar Chris i la seva família a la premiere. Per Star Trek Into Darkness el 2012 els fans van fer campanya a favor de Christopher Doohan aconseguint-li un cameo acreditat a la sala del transportador. Chris Doohan va interpretar Scotty a la guardonada sèrie web Star Trek Continues.

## Mort
El 20 de juliol de 2005, a les 5:30 del matí, Doohan va morir a casa seva a Redmond (Washington), a causa de complicacions de fibrosi pulmonar, que es creia que era deguda a l'exposició a substàncies nocives durant la Segona Guerra Mundial. El seu cos va ser posteriorment incinerat.
Una part de les seves cendres (7 grams), estava programada per a la tardor següent per a un vol commemoratiu a l'espai amb 308 persones més, inclòs l'astronauta Gordon Cooper del Projecte Mercury. El llançament del coet SpaceLoft XL es va retardar fins al 28 d'abril de 2007, quan el coet va entrar breument a l'espai exterior en un vol suborbital de quatre minuts abans de llançar-se en paracaigudes a la Terra, tal com estava previst, amb les cendres encara a l'interior. Les cendres van ser llançades posteriorment en un coet Falcon 1, el 3 d'agost de 2008, en el que es pretenia que fos una òrbita terrestre baixa; tanmateix, el coet va fallar dos minuts després del llançament. Algunes de les cendres de Doohan estan amagades sota el revestiment del terra del mòdul Columbus de l'Estació Espacial Internacional, després de ser introduïdes de contraban a bord el 2008 per Richard Garriott. La resta de les cendres de Doohan es van escampar per Puget Sound a Washington. El 22 de maig de 2012, es va dipositar una petita urna que contenia algunes de les cendres de Doohan a l'espai a bord del coet Falcon 9 com a part del COTS Demo Flight 2.

## Llegat

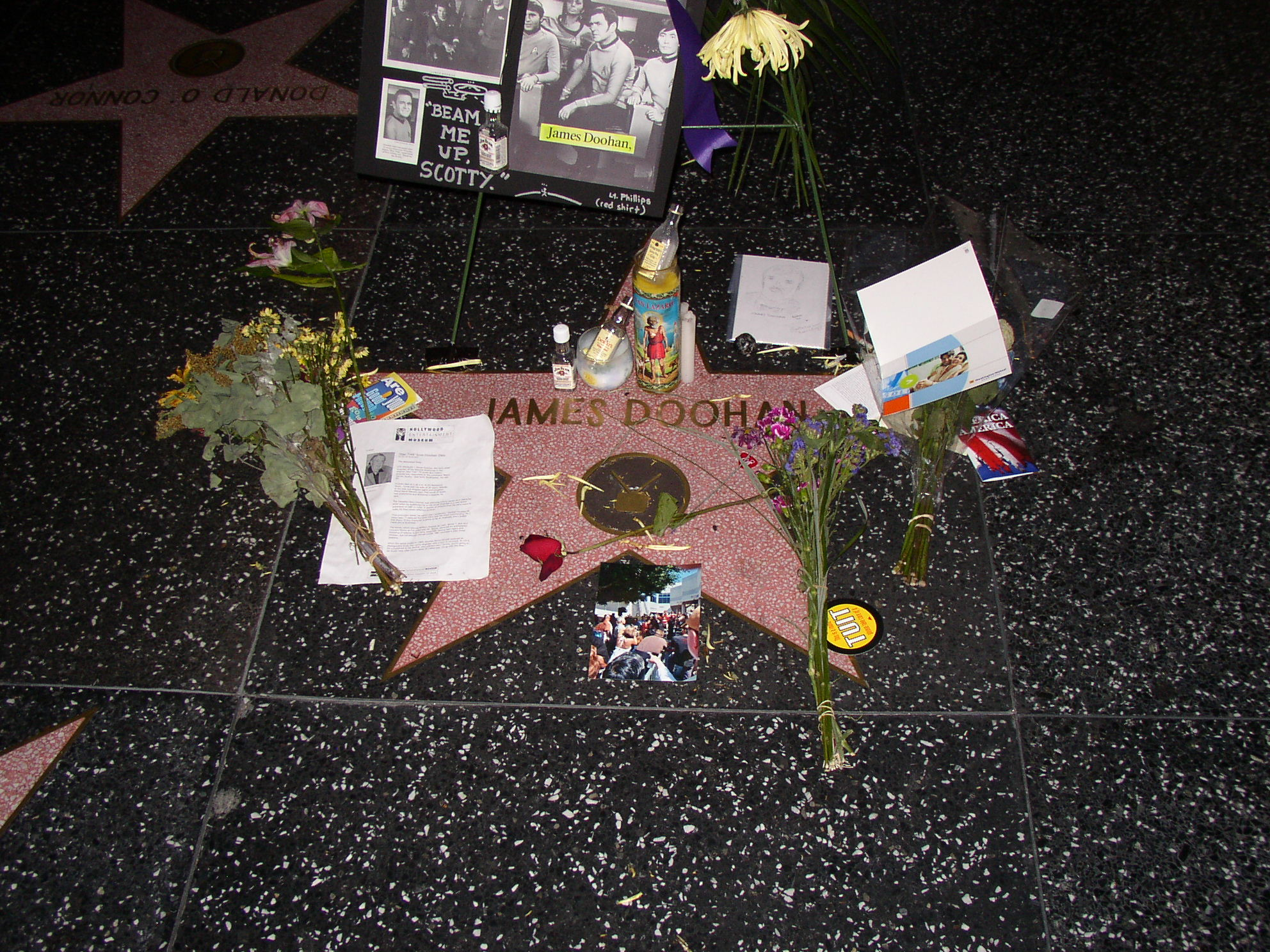
L'estrella de Doohan a Hollywood Boulevard després de la seva mort

Les gestes de Scotty com a formidable enginyer en cap de l' Enterprise van inspirar molts estudiants a seguir carreres d'enginyeria. A causa d'això, l'Escola d'Enginyeria de Milwaukee va atorgar a Doohan un títol honorífic en enginyeria. Doohan va rebre una estrella al Passeig de la Fama de Hollywood el 31 d'agost de 2004. Malgrat la seva mala salut, va ser present a la cerimònia, que va ser la seva última aparició pública.
Montgomery Scott va ser reclamat per Linlithgow, Escòcia, el 2007 per una placa commemorativa del Consell de West Lothian per la importància de Doohan. El seu lloc de naixement també és atribuït a Aberdeen, on Doohan va aprendre l’accent doric, o Elgin. A la sèrie real, Scotty es refereix a si mateix com un antic "rastrejador de pubs d'Aberdeen", l'única referència que el personatge de Doohan fa a un lloc específic d'Escòcia on va viure. Tanmateix, l'accent de Scotty triat per Doohan no és l'accent aberdonià relativament dur; L'accent específic que va fer servir Doohan implica que la major part dels anys de formació de Scotty van passar a Edimburg o a prop, cosa que corroboren les notes del guió original.

## Filmografia

### Pel·lícules
| Any  | Pel·lícula                             | Paper                                                       | Notes                                             |
| ---- | -------------------------------------- | ----------------------------------------------------------- | ------------------------------------------------- |
| 1956 | The Cage                               | Bob                                                         | Curt documental del National Film Board of Canada |
| 1957 | "Test Pilot"                           | Dave Frost                                                  | Curt documental del National Film Board of Canada |
| 1963 | The Wheeler Dealers                    | Advocat defensor                                            | Sense acreditar                                   |
| 1964 | 36 Hours                               | Bishop                                                      | Sense acreditar                                   |
| 1964 | Signpost to Murder                     | 1r guàrdia                                                  | Sense acreditar                                   |
| 1965 | Bus Riley's Back in Town               | Les                                                         |                                                   |
| 1965 | El virus de Satan                      | SDI Agent at Gas Station                                    | Sense acreditar                                   |
| 1965 | Willy McBean and His Magic Machine     | General Custer / Merlin / Excalibur / Royal Emcee / Leopard | voice                                             |
| 1966 | One of Our Spies Is Missing            | Phillip Bainbridge                                          |                                                   |
| 1966 | Scalplock                              | Scrimp                                                      |                                                   |
| 1968 | Jigsaw                                 | Building Superintendent                                     |                                                   |
| 1971 | Pretty Maids All in a Row              | Follo                                                       |                                                   |
| 1971 | L'home en una terra salvatge           | Benoit                                                      |                                                   |
| 1979 | Star Trek: La pel·lícula               | Montgomery Scott                                            |                                                   |
| 1982 | Star Trek 2: La còlera del Khan        | Montgomery Scott                                            |                                                   |
| 1984 | Star Trek 3: A la recerca de Spock     | Montgomery Scott                                            |                                                   |
| 1986 | Star Trek 4: Missió salvar la Terra    | Montgomery Scott                                            | Nominat – Premi Saturn al millor actor secundari  |
| 1989 | Star Trek: L'última frontera           | Montgomery Scott                                            |                                                   |
| 1991 | Star Trek VI: The Undiscovered Country | Montgomery Scott                                            |                                                   |
| 1991 | Star Trek Adventure                    | Montgomery Scott                                            | Curtmetratge sobre el parc d’atraccions           |
| 1992 | Double Trouble                         | Chief O'Brien                                               |                                                   |
| 1993 | Amb l'arma a punt                      | Scotti                                                      |                                                   |
| 1993 | Amore!                                 | Dr. Landon                                                  |                                                   |
| 1994 | Star Trek: Generations                 | Montgomery Scott                                            |                                                   |
| 1996 | Storybook                              | Uncle Monty                                                 |                                                   |
| 1998 | Bug Buster                             | Sheriff Carlson                                             |                                                   |
| 1999 | Through Dead Eyes                      | Barney Fredericks                                           |                                                   |
| 1999 | The Duke                               | Clive Chives                                                |                                                   |
| 2005 | Skinwalker: Curse of the Shaman        | Judge Peterson                                              | Última aparició                                   |

### Televisió
| Any       | Títol                                | Paper                                     | Notes                                                                                                |
| --------- | ------------------------------------ | ----------------------------------------- | --- |
| 1951      | Suspense                             | Peters                                    | Episodi: "Go Home Dead Man"                                                                          |
| 1952      | Tales of Tomorrow                    | Sgt. Morgan                               | 1 Episodi                                                                                            |
| 1953      | Space Command                        | Phil Mitchell                             | Sèrie de televisió                                                                                   |
| 1953–1955 | Playbill                             | Suitor / Navegador                        | 4 Episodis                                                                                           |
| 1953–1961 | General Motors Theatre               | Varis                                     | 30 episodis                                                                                          |
| 1954–1958 | On Camera                            | Various                                   | 12 episodis                                                                                          |
| 1956–1957 | Folio                                | Ted / William Annand                      | 4 episodis                                                                                           |
| 1956      | Flight into Danger                   | George Spencer                            | CBC Television: broadcast April 3.                                                                   |
| 1956–1958 | First Performance                    | Joynt                                     | 3 episodis                                                                                           |
| 1957      | Hawkeye and the Last of the Mohicans | Tonkawa / Harris                          | 2 episodis                                                                                           |
| 1960      | R.C.M.P.                             | Tom Rolands / Ken McCready                | 3 episodis                                                                                           |
| 1960      | First Person                         | Rod Murphy                                | 3 episodis                                                                                           |
| 1961–1963 | Festival                             | Varis                                     | 5 episodis                                                                                           |
| 1962      | The New Breed                        | Dr. Lennon                                | 2 episodis                                                                                           |
| 1962      | Gunsmoke                             | Davit                                     | Episodi: "Quint Asper Comes Home"                                                                    |
| 1962–1963 | Bonanza                              | Bill Collins / Colonel's Man              | Episodis: "Gift of Water" i "The Legacy"                                                             |
| 1963      | La dimensió desconeguda              | Johnson                                   | Episodi: "Valley of the Shadow"                                                                      |
| 1963      | Hazel                                | Gordon MacHeath                           | Episodi: "Hazel's Highland Fling"                                                                    |
| 1963      | GE True                              | Jennings                                  | 2 episodis                                                                                           |
| 1963      | The Gallant Men                      | Captain Blagdon                           | Episodi: "The Warriors"                                                                              |
| 1963      | Empire                               | Doctor                                    | Episodi: "A House in Order"                                                                          |
| 1963      | Going My Way                         | Attendant                                 | Episodi: "Hear No Evil"                                                                              |
| 1963–1965 | The Virginian                        | James Francis O'Bannion / George Mitchell | 2 episodis                                                                                           |
| 1964      | The Richard Boone Show               | John Grisham                              | Episodi: "The Arena"                                                                                 |
| 1964      | The Outer Limits                     | Police Lt. Branch                         | Episodi: "Expanding Human"                                                                           |
| 1964      | The Rogues                           | Cutler                                    | Episodi: "Fringe Benefits"                                                                           |
| 1964      | Ben Casey                            | Dr. Watson                                | Episodi: "A Disease of the Heart Called Love"                                                        |
| 1964      | Voyage to the Bottom of the Sea      | Lawrence Tobin / Presidential Assistant   | 2 episodis                                                                                           |
| 1964–1966 | The Man from U.N.C.L.E.              | Phillip Bainbridge / MacInernay           | 2 episodis                                                                                           |
| 1965      | The Fugitive                         | 2 episodis                                | Temporada 2 Episodi 26- Masquerade (Deputy #1) Temporada 3 Episodi 2- Middle of a heat Wave (Doctor) |
| 1965      | Laredo                               | Mike Pripton                              | Episodi: "I See by Your Outfit"                                                                      |
| 1965      | Convoy                               | Lt. Wells                                 | Episodi: "Lady on the Rock"                                                                          |
| 1965      | Embruixada                           | Walter Brocken                            | Episodi: "A Strange Little Visitor"                                                                  |
| 1965–1967 | Peyton Place                         | Thomas                                    | 27 episodis                                                                                          |
| 1966      | Scalplock                            | Scrimp                                    | Iron Horse pilot episodi estrenat com a telefilm                                                     |
| 1966      | The F.B.I.                           | Frank Delbey / Claude Bell                | 2 episodis                                                                                           |
| 1966      | A Man Called Shenandoah              | Francis Xavier O'Connell                  | Episodi: "Care of General Delivery"                                                                  |
| 1966      | Blue Light                           | Conners                                   | Episodi: "The Friendly Enemy"                                                                        |
| 1966      | Iron Horse                           | Scrimp                                    | 2 episodis                                                                                           |
| 1966      | Insight                              | Rudy Fresno                               | Episodi: "Leroy"                                                                                     |
| 1966      | Jericho                              | Pastor Lutjens                            | Episodi: "Eric the Redhead"                                                                          |
| 1966–1969 | Star Trek                            | Montgomery Scott                          | 66 episodis                                                                                          |
| 1969      | Then Came Bronson                    | Dr. John Wilson                           | Episodi: "Amid Splinters of the Thunderbolt"                                                         |
| 1969–1970 | Daniel Boone                         | Fletcher / Bruce MacFarland               | 2 episodis                                                                                           |
| 1969–1972 | Marcus Welby, M.D.                   | Fred Baxter / Detective Brenner           | 2 episodis                                                                                           |
| 1973      | Return to Peyton Place               | Mr. Blake                                 | 2 episodis                                                                                           |
| 1973–1974 | Star Trek (sèrie animada)            | Varis                                     | Veu, 22 episodis                                                                                     |
| 1978      | Jason of Star Command                | Comandant Canarvin                        | 16 episodis                                                                                          |
| 1983      | Fantasy Island                       | Goverador Gaspar d'Annard                 | Episodi: "Naughty Marietta/The Winning Ticket"                                                       |
| 1983      | Magnum, P.I.                         | Archie MacPherson                         | Episodi: "The Big Blow"                                                                              |
| 1985      | Hotel                                | Roger Deveraux                            | Episodi: "Resolutions"                                                                               |
| 1987      | Série noire                          | Jim                                       | Episodi: "1996"                                                                                      |
| 1988      | Danger Bay                           | Pete                                      | Episodi: "Put a Little Back"                                                                         |
| 1990      | MacGyver                             | Speedy                                    | Episodi: "Harry's Will"                                                                              |
| 1991      | Knight Rider 2000                    | James 'Scotty' Doohan                     | telefilm                                                                                             |
| 1992      | Star Trek: La nova generació         | Montgomery Scott                          | Episodi: "Relíquies"                                                                                 |
| 1996      | Homeboys in Outer Space              | Pippen                                    | 2 episodis                                                                                           |
| 1996      | Star Trek: Deep Space Nine           | Montgomery Scott                          | Imatge d’arxiu a l’episodi: "Trials and Tribble-ations"                                              |
| 1996–1997 | The Bold and the Beautiful           | [ Damon Warwick                           | 7 episodis                                                                                           |
| 1997      | Duckman                              | Kardassian                                | Episodi: "Where No Duckman Has Gone Before"                                                          |
| 2022      | Star Trek: Prodigy                   | Montgomery Scott                          | arxiu d’audio a l’episodi: "Kobayashi"                                                               |

### Videojocs
| Any  | Títol                       | Paper                               | Notes              |
| ---- | --------------------------- | ----------------------------------- | ------------------ |
| 1994 | Star Trek: 25th Anniversary | Montgomery Scott                    | Veu, versió CD-ROM |
| 1995 | Star Trek: Judgment Rites   | Lt. Cmdr. Montgomery "Scotty" Scott | Veu, versió CD-ROM |
| 1997 | Star Trek Generations       | Capt. Montgomery "Scotty" Scott     | Veu                |